# Virginia Norwood
Pour les articles homonymes, voir Norwood.
Virginia Tower Norwood, née le 8 janvier 1927 à New York et morte le 26 mars 2023, est une physicienne américaine figurant parmi les premières femmes diplômée du MIT. 
Elle développe de nombreux projets de radar et d'antennes micro-ondes. Elle se fait connaître pour sa contribution au programme Landsat avec la conception du scanner multi-spectral utilisé pour la première fois sur Landsat 1. Cet instrument permet de développer l'observation et la surveillance de la Terre par satellite. Cette contribution lui vaut le surnom de « La mère de Landsat ».

## Biographie
Virginia Tower naît le 8 janvier 1927 à Fort Totten, New York. Ses parents sont Eleanor (Monroe) Tower et John Vogler. Dans sa jeunesse, elle se passionne pour les casse-tête logiques,. Son père, ingénieur électricien et enseignant à l'Université Carnegie-Mellon, l'encourage dans ce domaine et lui offre une règle à calcul à l'âge de 9 ans. 
En 1944, époque où de nombreuses universités n'acceptent pas les femmes, Virginia Tower entre au MIT, financée avec une demi-bourse, grâce à ses excellents résultats notamment en mathématiques. Elle obtient en 1947 son diplôme en physique mathématique. Elle estime que le prestige de cette université lui assure un soutien dans un domaine où ces disciplines sont capitales et les femmes rares.
Face aux difficultés pour une mathématicienne à s'insérer dans un milieu du travail conservateur et sexiste, Virginia Norwood commence par vendre des chemisiers dans un grand magasin de New Haven. Ayant passé sous silence son diplôme du MIT, elle doit donc assister à des formations sur la manière de lire un tableau de taxes sur les ventes.  
Elle est ensuite embauchée pour enseigner l'arithmétique économique aux vétérans de la Seconde Guerre mondiale au New Haven Junior College. Elle épouse Lawrence Norwood le 5 juin 1947. Elle suit pendant cette période de cours de mathématiques à l'Université Yale, où son mari enseigne, afin d'élargir ses connaissances.  
Un an après avoir obtenu son diplôme du MIT, le couple trouve un emploi dans les laboratoires du Corps des signaleurs de l'armée des États-Unis à Fort Monmouth dans le New Jersey. Virginia Norwood y suit en même temps des cours d'ingénierie dans le cadre d'un programme d'extension de l'Université Rutgers. 
Après cinq ans passés dans le Corps des signaleurs de l'armée des États-Unis, puis chez Sylvania Electronic Defence, elle s'installe à Los Angeles. Elle rejoint en 1954 Hughes Aircraft à Culver City, en Californie, prestataire de la NASA, où elle est la première femme embauchée au département scientifique. Grâce à l'autonomie que lui laisse l'entreprise, elle s'intéresse aux futurs projets de la NASA. Elle gravit les échelons jusqu'à devenir la première femme cheffe de l'équipe technique de Hughes Aircraft. Après sa nomination, un ingénieur préfère démissionner plutôt que de travailler sous la direction d'une femme ou d'une entreprise « assez stupide » pour la faire accéder à ce poste. Un autre ingénieur estime qu'une mère avec des enfants — elle en a trois — n'a rien à faire chez Hughes Aircraft. Elle est consultante chez Aerospace Corporation, à El Segundo, Californie en 1992-1993.  
Depuis sa retraite en 1993, passionnée d'ornithologie, elle inventorie chaque jour les oiseaux autour de chez elle. 

## Travaux

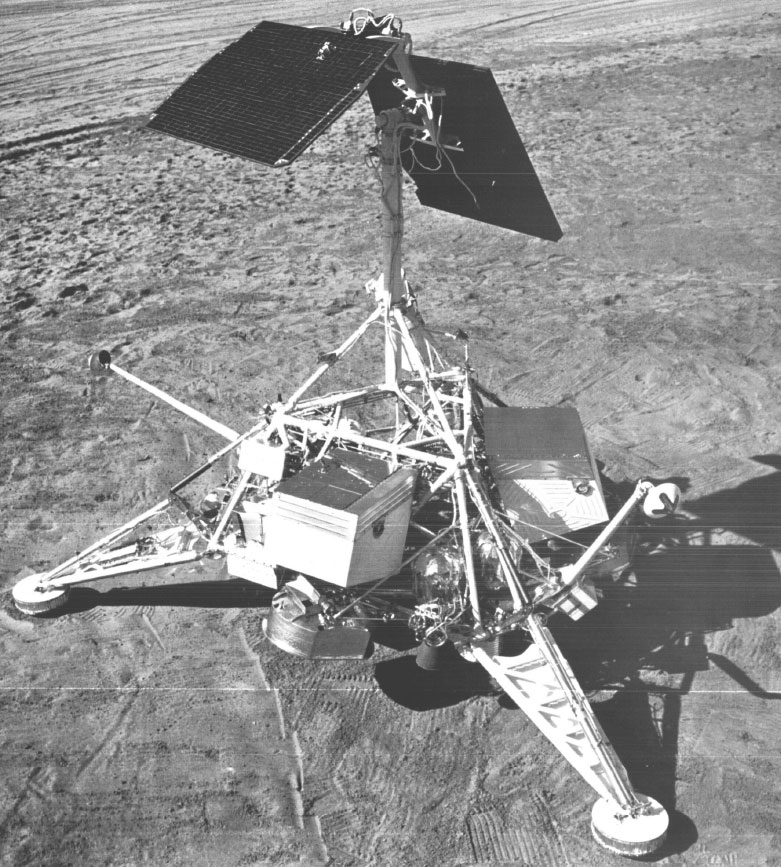
Une maquette de la sonde lunaire Surveyor 1.

Pour le corps des signaleurs de l'armée des États-Unis, Virginia Norwood travaille sur un radar météorologique, alors que l'on commence seulement à les utiliser dans le domaine,. Elle conçoit un réflecteur radar pour les ballons météorologiques : il détecte des vents à grande hauteur auparavant introuvables. Ce type d'instrument permet de réaliser des prévisions météorologiques à long terme ; elle dépose un brevet sur cette invention à 22 ans. Puis, dans les laboratoires de Sylvania Electronic Defence, elle développe des antennes micro-ondes. 
Elle rejoint ensuite Hughes Aircraft et y reste durant 36 ans. Les travaux de Virginia Norwood portent sur la conception d'antennes, sur les liaisons de communication, l'optique et les scanners. Elle conçoit le premier émetteur et récepteur micro-ondes du premier satellite de communication au monde. Avec son équipe, elle fabrique le système d'envoi des données et de communication de Surveyor lors de son alunissage en douceur. 

### Apport au projet Landsat 1: le développement du scanner multi-spectral
La NASA, à la demande du Ministère de l'Intérieur, s'intéresse à l'obtention d'images de la Terre depuis l'espace afin d'améliorer la gestion des ressources de la planète. Virginia Norwood obtient de son directeur 100 000 $ pour la recherche et le développement. Alors qu'une grande partie de la direction ne comprend pas tout ce qui sera expérimenté, Virginia Norwood lance une étude de conception basée sur les potentiels usages du futur scanner. Elle compile les demandes d'expertises attendues dans plusieurs domaines afin que l'instrument puisse répondre à un large panel d'applications. Ses spécifications couvrent l'emplacement géographique des pixels, leur résolution spatiale et le temps nécessaire avant la revisite d'une zone étudiée. Pour elle, la solution d'un scanner multi-spectral s'impose. 

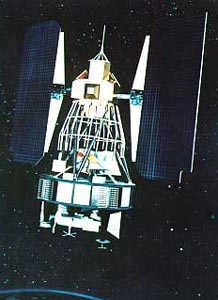
Dessin du satellite Landsat 1 dans l'espace.
Les satellites Landsat 2 et Landsat 3 étaient très similaires à Landsat 1.

Avec son équipe, notamment l'ingénieur Jack Lansing, elle met au point ce scanner multi-spectral, c'est-à-dire un capteur qui peut collecter en même temps plusieurs longueurs d'onde réfléchies par la Terre. Le défi technique est alors que chaque fréquence nécessite des détecteurs et des techniques différentes, dont le résultat doit ensuite être adapté pour pouvoir comparer les bandes spectrales. Il faut aussi que le signal parcoure de très grandes distances, ce qui est un défi dans le vide de l'espace.  
L'équipe développe un premier scanner multi-spectral à six bandes mais en raison des limites de tailles de l'engin de la mission, le prototype est adapté pour n'utiliser que quatre bandes. L'image est recueillie dans 4 bandes spectrales, 2 en lumière visible et 2 en infrarouge. Au contraire des photos, méthode courante à l'époque, le scanner obtient les images en recueillant les données ligne par ligne : un miroir oscillant balaie le sol dans un mouvement perpendiculaire à l'avancement du satellite sur une fauchée de 185 km. Devant le nombre d'innovations de l'appareil et les inquiétudes de la NASA, l'instrument est testé deux mois avant le lancement, avec succès, sur le Half Dome en Californie. 
Le scanner multi-spectral, dont Virginia Norwood est une contributrice majeure, est embarqué à bord du premier satellite Landsat 1, lancé le 23 juillet 1972. Les données d'imagerie sont envoyées numériquement au sol, une méthode alors pionnière qui avait rencontré des résistances de la part de la NASA. Elles peuvent ainsi être traitées par ordinateur pour obtenir une meilleure image. Les méthodes d'étalonnage, elles aussi originales, sont ensuite utilisées comme modèle pour d'autres programmes. La qualité des données récupérées deux jours plus tard fait « pleurer » les scientifiques selon leurs dires et balaye les craintes et critiques que Virginia Norwood a rencontré auprès de ses détracteurs. 
Landsat est le premier satellite civil lancé dans l'espace pour surveiller la surface de la Terre et ouvre la voie comme standard aux satellites suivants, auxquels Virginia Norwood contribue,. L'instrument permet de suivre l'évolution des cultures, des forêts ou de suivre des zones géographiques difficilement accessibles comme les glaciers. Le coût modique des images pour le grand public permet sa large diffusion comme objet de décoration.  
Par la durée de son utilisation au cours du temps, les données Landsat, aujourd'hui gratuites, sont une référence dans la discipline. 

### Brevets
Virginia Norwood détient deux brevets : le premier pour un réflecteur radar conçu pour suivre les ballons météo et un deuxième pour une nouvelle antenne de poursuite pliée.
- Brevet américain 2 746 035A, Virginia T. Norwood, « Radar réflecteur », délivré le 15 mai 1956[11].
- Brevet américain 3 143 737A, Virginia T. Norwood, « Antenne dipôle en forme de sigma pliée », délivré le 4 avril 1964[12].

## Hommages et récompenses
- En 1979, Virginia Norwood reçoit le prix William T. Pecora. Il récompense les réalisations scientifiques et techniques en télédétection ainsi que les contributions qui mènent à des applications pratiques réussies de la télédétection. Le prix est parrainé conjointement par le Département américain de l'intérieur et la NASA[13].
- Un article biographique publié en 2000 par la NASA fait référence à Virginia Norwood comme « The mother of Landsat »[5].
- Elle est citée parmi les ingénieurs remarquables par le Marquis Who's Who in Science and Engineering[2],[14].
- En 2021, Virginia Norwood reçoit le Lifetime Achievement Award de l'American Society for Photogrammetry and Remote Sensing (en), récompense pour l'ensemble de sa carrière et plus haute distinction de cette institution[8].